# Masters of Ceremony
Masters of Ceremony (MoC) is een Nederlandse hardcore live-act opgericht in 1996 door Jeroen Streunding (DJ Neophyte) en Rob Christensen (Euromasters).

## Geschiedenis
De eerste muziekuitgave van de groep was Hardcore to da Bone onder het label Forze Records. Later vertrok Rob Christensen en kwamen Kelly van Soest en Telly Luycks erbij. Later verliet ook Luycks de groep. Sinds 2000 bestaat Masters of Ceremony uit Jeroen Streunding en Kelly van Soest.
Masters of Ceremony bracht onder eigen naam Hardcore to da Bone (1996), Hardcore Will Survive (2000), Under Control (2001), Know Your Enemy (2002), Bottoms Up (2007), Dirt (2008) en Break (2009) uit. Verder staan ze op Sampler Vol. 3 en 4, en nog wat verschillende albums van verschillende artiesten.

## Discografie

### Singles
| Title                          | Jaar | Album                                    |
| ------------------------------ | ---- | ---------------------------------------- |
| Hardcore to da Bone            | 1996 | Hardcore to da Bone                      |
| Mass Hysteria                  | 1996 | Hardcore to da Bone                      |
| Happy Hour                     | 1996 | Hardcore to da Bone                      |
| Techcore                       | 1996 | Hardcore to da Bone                      |
| Hardcore to da Bone (Dope Mix) | 1997 | Hardcore to da Bone (1997 Remixes)       |
| Mass Hysteria                  | 2000 | Hardcore to da Bone (Original & Remixes) |
| A Way of Life                  | 2000 | Hardcore Will Survive                    |
| Hardcore Will Survive          | 2000 | Hardcore Will Survive                    |
| Handz in the Air               | 2000 | Hardcore Will Survive                    |
| Base Sequence                  | 2000 | Hardcore Will Survive                    |
| Under Control                  | 2001 | Under Control                            |
| Skullfuck                      | 2001 | Under Control                            |
| Follow the Leader              | 2001 | Under Control                            |
| Know Your Enemy                | 2002 | Know Your Enemy                          |
| Soul Seller                    | 2002 | Know Your Enemy                          |
| So Fucking What?               | 2002 | Know Your Enemy                          |
| Bottoms Up                     | 2007 | Bottoms Up                               |
| Eat Dizz                       | 2007 | Bottoms Up                               |
| Abacadabra                     | 2007 | Bottoms Up                               |
| Put It to Music                | 2007 | Bottoms Up                               |
| Dirt                           | 2008 | Dirt                                     |
| Rocking with the Best          | 2008 | Dirt                                     |
| Break                          | 2009 | Break                                    |
| UNDR_CTRL09                    | 2009 | Break                                    |
| A Way to RFX                   | 2009 | Break                                    |